# Benaize
Benaize – rzeka we Francji, przepływająca przez tereny departamentów Creuse, Haute-Vienne, Vienne oraz Indre, o długości 79 km. Stanowi dopływ rzeki Anglin.